# Gemstelboden
Gemstelboden ist ein kleiner Ort im Kleinwalsertal in Vorarlberg und gehört zur Gemeinde Mittelberg im Bezirk Bregenz.

## Geografie
Der Ort befindet sich 37 Kilometer südwestlich von Bregenz, zwischen den Nordwestlichen Walsertaler Bergen und den Südöstlichen Walsertaler Bergen der Allgäuer Alpen, im oberen Kleinwalsertal etwa 1½ Kilometer taleinwärts südwestlich von Mittelberg.
Die Rotte liegt auf um die 1160 m ü. A. Höhe rechts der Breitach, dem Hauptfluss der Talung, dort, wo der Gemstelbach einmündet und sich das Gemsteltal südwärts in die Südöstlichen Walsertaler Berge zieht. Damit erhebt sich östlich der Zwölfer (2224 m), südwestlich der Bärenkopf (2083 m). Im Walsertal gegenüber steht das Walmendinger Horn (1990 m) mit seiner breiten Flanke des Heubergs (1795 m ü. A.).
Der kleine Ort umfasst nur 4 Adressen. Auf der anderen Seite des Bachs liegt die Einzellage Wiesele (heute unbewohnt).
Die Ortslage ist von der L201 Kleinwalsertalstraße von Bödmen her erreichbar (Gemstelweg).
|           |                                             | Bödmen  |
| Alpenwald | Kompassrose, die auf Nachbargemeinden zeigt | Wiesele |
|           | Tonisgemstelalpe Bernhardagemstelalpe       |         |

## Sehenswürdigkeiten und Tourismus

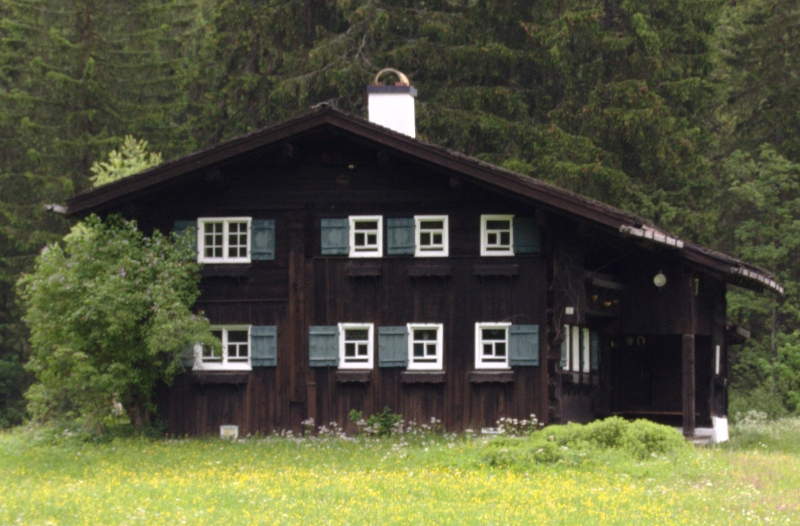
Denkmalhaus

Im Ort steht noch ein altes, gut erhaltenes charakteristisches Walserhaus (Haus Gemstelboden 4). Der zweistöckige, schwarzdunkle Holzbau mit weißer Fensterung steht unter Denkmalschutz, ist als bewohnt aber nur von außen zu besichtigen.
Durch den Ort führt von Mittelberg her der Wanderweg in das Gemsteltal, es gibt Routen beiderseits des Baches. Über die Bernhardagemstelalpe und Hintere Gemstelalpe gelangt man zur Obergemstelalpe. Von hier geht es zur Sterzerhütte und über den Koblatpass ins Oberstdorfer Bayerische und Richtung Warth, oder über den Gemstelpass zur Widdersteinhütte auf den Krumbacher Höhenweg und hinunter zum Hochtannbergpass.

## Nachweise
- 80228 – Mittelberg. Gemeindedaten der Statistik Austria